# Aïcha Fofana
Aïcha Aminata Laïla Fofana (geb. 1957 in Bamako, Französisch-Westafrika; gest. 10. August 2003 in Bamako, Mali) war eine malische Übersetzerin und Schriftstellerin. Mit Mariage: on copie (1994) wurde sie die erste Frau in Mali, die einen Roman veröffentlicht hat. Als Frauenrechts-Aktivistin sind ihre Schriften darauf ausgelegt, die sozialen Bedingungen für Frauen in Mali zu verbessern.

## Leben
Fofana wurde 1957 in Bamako, damals Französisch-Westafrika geboren. Sie ist die Tochter von Bénitiéni Fofana (1928–1991), der später Gesundheitsminister von Mali wurde. Nach ihrer Schulzeit in Bamako and in Bordeaux, Frankreich, besuchte sie das Lycée Notre-Dame du Niger in Bamako. Sie studierte Sprachen, zuerst an der Sorbonne, dann an der Universität Mannheim, Deutschland und an der University of Oxford. Sie beherrschte Französisch, Deutsch und Englisch und arbeitete in der Folge als Übersetzerin und Dolmetscherin.
Ihr erster Roman „Mariage: on copie“ hinterfragt die konventionellen Ansichten malischer Frauen und erzählt die Geschichte von vier Frauen, die aufgrund ihrer unterschiedlichen ethnischen Herkunft und ihres Status unterschiedliche Probleme haben. Indem sie ihre Eheprobleme lösen, zeigt der Roman, dass sich die malische Gesellschaft in die richtige Richtung bewegt. Ihr zweiter Roman La fourmilière (Der Ameisenhaufen) wurde 2006 posthum veröffentlicht. In dem Roman werden die Probleme in der Gesellschaft in Malia anhand des Zusammenlebens einer großen Familie thematisiert. Der Titel ist inspiriert von Sozialstrukturen, welche mit denen eines Ameisenstaates verglichen werden können.
Fofana war frustriert, wie lange es dauerte, ihre Bücher zu veröffentlichten und wandte sich deshalb dem Theater zu, wo sie ihre Ideen schneller umsetzen konnte. Im April 1997 wurde ihr erstes Theaterstück, Excellence on fait le ménage am Bamakos Cultural Centre aufgeführt. Da das Stück sich kritisch gegen Korruption äußerte, verursachte es viel Aufruhr, sowohl bei den Schauspielern als auch bei den Zuschauern. Ihr zweites Stück, L’Africaine de Paris no 2 (Die Afrikanerin von Paris No. 2), welches im folgenden Jahr aufgeführt wurde, erzählt die Geschichte eines Maliers, der in Mali eine Frau geheiratet hat und erleben muss, dass seine erste Frau, eine Afrikanerin, welche er in Paris geheiratet hatte, ankommt und Anspruch auf ihren Ehemann erhebt, wodurch die ganze Familie durcheinandergebracht wird.
Fofana war auch eine mutige Verfechterin der Frauenrechte. 1998 war sie eine Mitbegründerin der Association malienne des droits de l’homme (Malische Vereinigung für Menschenrechte, Malian Association of Human Rights). Ihre Schriften thematisierten oft eine Verbesserung der sozialen Umstände von afrikanischen Frauen.
Aïcha Fofana verstarb unerwartet am 16. August 2003 in Bamako.

## Werke
Romane
- Mariage, on copie. Editions Jamana 1994. ISBN 2-910454-04-5 google books
- La fourmilière: roman. Editions „La Ruche à livres“/Librairie Traoré 2006. ISBN 978-99952-50-06-5 google books

Schauspiel
- Excellence on fait le ménage. University of Western Australia 1997. aflit.arts.uwa.edu.au
- L’Africaine de Paris no 2. University of Western Australia 1998. aflit.arts.uwa.edu.au